# Піщане (Чугуївська міська громада)
Піща́не —  село в Україні, у Чугуївському районі Харківської області. Населення становить 0 осіб. Орган місцевого самоврядування — Великобабчанська сільська рада.

## Географія
Село Піщане знаходиться на березі річки Олего в місці впадання її в річку Велика Бабка, вище за течією на відстані 3 км розташоване село Шестакове. Біля села кілька масивів садових ділянок.

## Історія
- 1674 рік - перша згадка села.[1]